# 蒙塔斯特吕克
蒙塔斯特吕克（法語：Montastruc，法語發音：[mɔ̃tastʁyk]）是法国奥克西塔尼大区塔恩-加龙省的一个市镇，属于蒙托邦区。

## 地理
蒙塔斯特吕克（44°6'4"N, 1°17'38"E）面积4.67 平方千米，位于法国奧克西塔尼大區塔恩-加龙省，该省份为法国西南部内陆省份，北起顺时针与洛特省、阿韦龙省、塔恩省、上加龙省、热尔省和洛特-加龙省接壤。
与蒙塔斯特吕克接壤的市镇（或旧市镇、城区）包括：拉弗朗赛斯、皮克科斯、维勒马德。

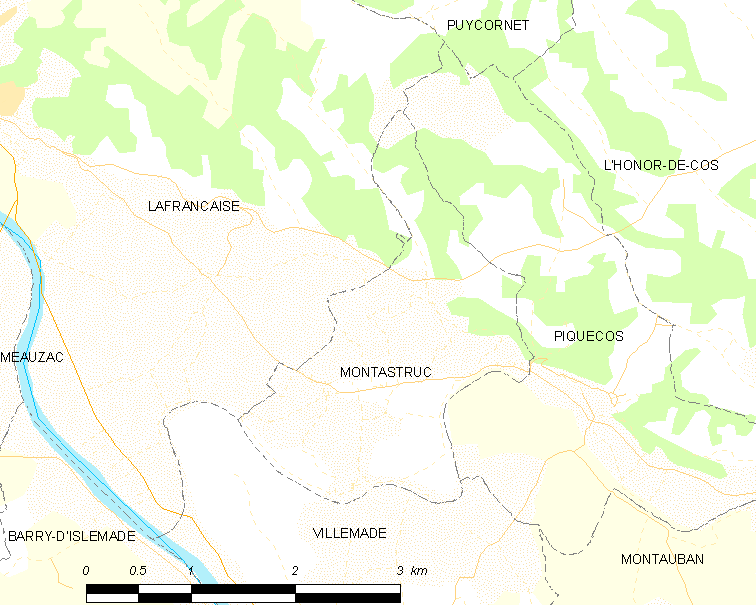
蒙塔斯特吕克的OSM定位图

蒙塔斯特吕克的时区为UTC+01:00、UTC+02:00（夏令时）。

## 行政
蒙塔斯特吕克的邮政编码为82130，INSEE市镇编码为82120。

## 政治
蒙塔斯特吕克所属的省级选区为凯尔西-阿韦龙县。

## 人口

1962-2008年间蒙塔斯特吕克人口变化图示

蒙塔斯特吕克于2022年1月1日时的人口数量为297人。